# Naxos (ciutat)
Naxos (en grec: Νάξος), també coneguda com a Kora, és la capital de l'illa de Naxos. Es troba en l'arxipèlag de les Cíclades i és la capital de la Unitat Perifèrica de Naxos. La ciutat té 7.070 habitants empadronats segons el cens de 2011, i és a l'oest de l'illa, prop d'Aturs. Era el centre de la cultura ciclàdica.

## Història
Durant els segles viii i vii aC Naxos va dominar el comerç de les Cíclades. L'any 502 ae els habitants de Naxos es rebel·laren contra els governants perses. Això fou motiu de la Revolta Jònica (499 aC), i després de les guerres mèdiques.

### Els ducs de Naxos
Al final de la Quarta Croada, amb un emperador llatí sota influència dels venecians establert a Istanbul, Marc I Sanudo conquistà l'illa i la resta de les Cíclades i es proclamà Duc de Naxos. N'hi hagué vint-i-un ducs de dues dinasties fins a 1566, encara que el control venecià de les illes gregues de la mar Egea continuà fins al 1714.

### Era otomana
L'administració de l'illa encara requeia sobre els venecians. Els otomans se'n conformaven amb una part dels impostos. Pocs turcs s'establiren a l'illa i per això la influència turca hi és gairebé nul·la. L'Imperi Otomà acabà al 1821, quan Naxos s'hi va rebel·lar i es va fer membre de Grècia el 1832.

## Illot de Palatia
Davant del port, hi ha un illot que fa de «porta» de l'illa a l'Egeu. En el tercer mil·lenni aC hi havia un assentament prop de l'illa i es creu que l'illot de Palatia n'era l'acròpoli. S'hi conserven els fonaments del Temple d'Apol·lo, que començà a construir-se al 530 aC per ordre de Ligdamis, tirà de Naxos, encara que mai no s'arribà a acabar. La porta d'estil jònic, anomenat popularment en grec Portara («portassa»), té més de sis metres d'altítud i esta fet de blocs de marbre que pesen cadascú unes vint tones. Per a col·locar-la, només s'utilitzaren corrioles i bastides. El llindar de la porta és més alt que el pis del temple i això només pot veure's al temple d'Apol·lo Didime, a Milet. La forma del temple és rectangular amb vista a Delos. Al segle vi aC, Palatia feia de fortalesa de la ciutat. Gràcies a això s'hi instal·laren els eritreus i els milesis en una de les seues lluites contra Naxos. Als segle v esdevingué una basílica cristiana. Molts marbres es transportaren a Kastro, i el desastre va continuar també durant la dominació otomana.

## Grotta
La costa nord de Kora pren el nom de les coves que hi ha sota el pujol d'Aplòmata. A Grotta es trobava la ciutat micènica de Naxos, una de les més importants de l'Egeu. Els edificis encara poden veure's dins del mar. Es creu que l'acròpoli de l'època micènica podria ser al turó de Kastro. Els grans cementeris d'aquesta època es trobaven a Aplòmata i Kamini.

## Meso Kastro
Amb la conquesta i establiment dels llatins, la capital se'n traslladà a Naxos, a la part que és hui Meso Kastro. Al nord-oest de Meso Kastro, es creà un assentament format per burgesos llatins i grecs i pels habitants de l'illa que no es dedicaven a l'agricultura.